# 維契爾菊石
維契爾菊石（學名：Witchellia）是生存在中侏羅世海洋中的一屬菊石。其化石較為罕見，分布於美國、澳大利亞、西班牙和突尼西亞等地。牠們和同樣很罕見的佩勒寇德菊石（Pelekodites）及多塞特菊石有親緣關係。

## 特徵
維契爾菊石的殼體扁平，側面的肋條較平滑而不突出，中央的臍部較小，腹側稍平坦，兩條縱向的溝形成於龍骨兩側。

## 物種[1]
- Pelekodites (Spatulites) spatians Buckman, 1928
- Pelekodites pelekus Buckman, 1923
- Witchellia australica Arkell, 1954
- Witchellia sutneroides Westermann, 1969